# Sopley
 Sopley  est un village et une paroisse civile située dans le New Forest, parc national du Hampshire, en Angleterre.

## Vue d'ensemble
Le village se trouve sur l'ancienne route principale de Christchurch à Ringwood, sur la rive est de la rivière Avon.
La paroisse s'étend à l'est jusqu'à Thorny Hill et borde les paroisses de Bransgore et Burton au sud et à l'ouest respectivement.
Le village comprend les hameaux de Shirley, Avon et Ripley.
La zone est principalement rurale avec moins de 300 logements.
Le village est situé à la lisière de la New Forest, juste à l'extérieur, mais dans la forêt.
La plupart des bâtiments datent du XIXe siècle mais il y a davantage de maisons modernes au nord.
Moorlands College, l’un des plus grands séminaires théologiques évangéliques du pays se trouve dans le village. Le collège a été construit sur le site de l'ancien manoir qui a été démoli en 1988.

## Histoire
La région est habitée depuis au moins l'âge du bronze et le village existait avant la conquête normande.

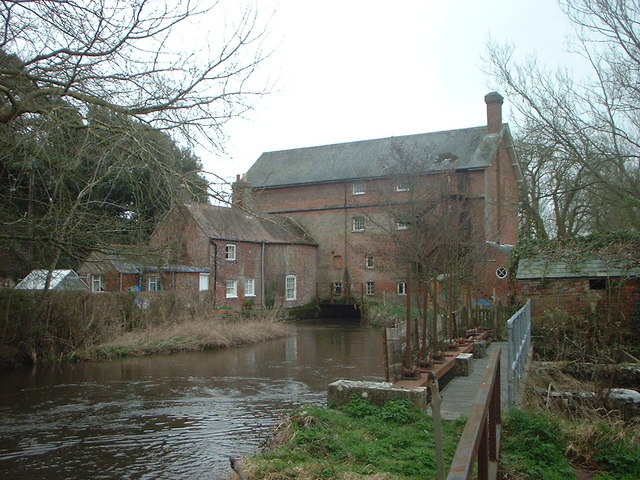
Sopley Mill.

Sopley est répertorié dans le Domesday Book de 1086.
Avant 1066, il était détenu par un dénommé Edric, mais en 1086 il appartenait à William, fils de Stur. À cette époque, 4 hides du manoir et tous les bois avaient été absorbés dans la New Forest.
À la fin du XIIIe siècle, les archives font état de deux manoirs distincts à Sopley. Un des manoirs faisait partie depuis deux cents ans des terres du comte d'Ormond (Irlande).
L'autre manoir a appartenu, d'abord à la famille Le Moyne, puis, comme Ibsley, aux Barons Stourton (en).
Au milieu du XVIe siècle, les deux manoirs ont été vendus à la famille Berkeley et ne font alors plus qu'un.
En 1575, Sir John Berkeley transmet le manoir à William Waller et il finit par être détenu par les Tichborne Baronets, propriété des 2e et 3e baronnets, jusqu'à ce que le 4e baronnet vende le manoir à James Willis vers 1725.
John Willis de Ringwood hérita du manoir en 1753 et, à sa mort en 1779, il passa à son neveu John Compton, et il suivit le sort de Minstead, lié aux Comptons.
Le manoir a été reconstruit en 1790 par le propriétaire de l’époque, James Compton. Compton était un éleveur de moutons qui, avec le curé local, le révérend Willis a introduit une race particulière de moutons espagnols dans la région.
Le mouton mérinos est réputé pour sa toison douce et fine, toujours très recherchée. Sopley est devenu pendant un temps un important site spécialisé dans la production de laine.
Un établissement de Sopley est inscrit dans le Domesday Book lorsqu'un prélèvement annuel de 10 shillings et de 875 anguilles a été imposé.
Il est contesté qu'il s'agisse de l'usine actuelle et certaines parties sont certainement beaucoup plus jeunes. Un troisième étage pour le stockage de la farine a été construit en 1878 et la force motrice d'origine a été remplacée par une turbine,.
L'établissement est resté en service jusqu'en 1946.
L'église paroissiale de St Michaels and All Angels se dresse sur un haut tertre surplombant le moulin et la rivière Avon. Il a été supposé à diverses reprises que ce haut tertre ait été le site d’un temple païen ou du camp de base des envahisseurs Jute qui remontaient l’Avon depuis Christchurch, à proximité.
L'église date du XIe siècle mais une grande partie a été construite au XIIIe siècle avec des gravats de pierre de taille revêtus de pierre de Binstead,.
En 1834, le manoir, alors connu sous le nom de Sopley Park, est vendu à un riche marchand londonien propriétaire de la société Schweppes, John Kemp-Welch.
Il la vend à son tour en 1885.
La propriété sert de maison de retraite et à deux écoles indépendantes à divers moments de son histoire d'après-guerre. Elle est démolie en 1988 pour laisser place à un chemin d'accès pour un collège biblique. La maison était remarquable pour ses trois vitraux illustrant l’histoire de Walter Tirel, orthographié localement comme Tyrrell. Les loges situées à chaque extrémité du mur du parc existent toujours.
La RAF Sopley a été une base de la Royal Air Force, près du village. Elle fut construite au début des années 1950 comme camp de base et utilisée par le MOD jusqu'en 1974. À la fin des années 1970 et au début des années 1980, elle était utilisée pour la guerre du Vietnam. Le site est maintenant connu sous le nom de Merryfield Park.
Près du village, à la périphérie de Ripley, se trouvait la station radar d'interception contrôlée du sol (GCI). Son objectif était de détecter, localiser et suivre les aéronefs ennemis et de fournir une couverture radar intérieure à la Grande-Bretagne. Initialement une station mobile, en 1943, il s’agissait d’une installation permanente avec une ariel rotative, de l’équipement émetteur stocké dans un bunker souterrain, un bloc d’opérations, une alimentation de secours et un poste de garde. En 1946, la base RAF a été reclassée en tant que centre d’exploitation de la station GCI et du secteur des réserves.
Dans le cadre du programme britannique de mise à jour des défenses anti-aériennes, Sopley a été considérablement modernisé au cours des années 1950, avec notamment un nouveau poste de garde donnant accès à un centre d'opérations souterrain à deux étages.
Sopley a abrité également la RAF Winkton, un terrain d'atterrissage avancé qui a été utilisé en 1944 et qui a retrouvé un usage agricole en 1945.
Un système à sens unique a été mis en place en 1938 pour faciliter la circulation sur les ruelles étroites du village. Un recensement de la circulation effectué en 1937 a révélé qu'en l'espace d'une semaine, 9 271 véhicules empruntaient la route principale entre Ringwood et Christchurch.

## Géographie

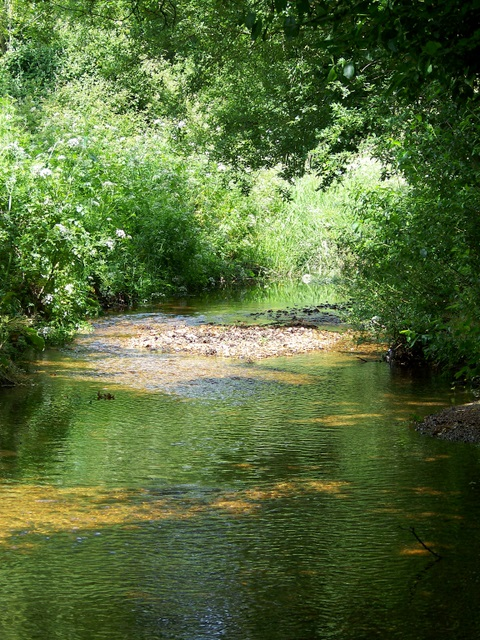
Sopley Brook.

La paroisse de Sopley se trouve à l'extrême sud-ouest du Hampshire, à la frontière du Dorset, à environ trois milles au nord-nord-est de la ville de  Christchurch.
La rivière Hampon Avon et la paroisse de Burton s'étendent le long de son bord occidental et se prolongent vers l'est jusqu'à la New Forest, jusqu'à Thorny Hill. Au sud, il borde la paroisse de Bransgore. Il comprend les localités de Sopley, Shirley, Avon et Ripley.
Le village est principalement rural avec moins de 300 habitations et des voies étroites. La route principale reliant Christchurch à Ringwood traverse le centre du village de Sopley où un système à sens unique aide ces rues étroites à faire face à un trafic souvent important. Un petit ruisseau, connu localement sous le nom de Sopley Brook, traverse le centre du village et pénètre dans la rivière Avon au sud de l'église paroissiale St. Michael and All Angels. La zone environnante comprend des terres agricoles, une plaine inondable et une forêt ouverte.
En 1855, une description de la terre fut donnée ainsi : « La terre arable est un terreau riche et productif, elle est principalement ce que l’on appelle les bonnes terres pour moutons et orges. Elle est dans un état de culture très poussé et nous avons rarement vue sur des terres de meilleure qualité ou en meilleur état ».
Une grande partie de la paroisse se trouve dans une grande zone de conservation. Les prés situés à l’ouest du village font partie de la plaine inondable de la rivière Avon et sont désignés comme sites d’intérêt scientifique particulier.

## Démographie
Le recensement de 2001 a enregistré une population de 774 habitants, dont 415 hommes et 359 femmes. Il y avait 274 ménages, soit en moyenne un peu moins de 2,82 personnes par ménage. Tous les ménages sauf 2 se sont identifiés comme appartenant à une ethnie blanche (99,3%).
Parmi les 645 résidents de plus de 16 ans, 201 ont déclaré être célibataires, 359 mariés et 85 divorcés ou veufs. L'âge moyen de la population était de 40,78, la médiane de 41,00. La majorité des habitants de la paroisse sont en âge de travailler. 65,37% ont entre 16 et 65 ans.
Il y a 284 logements dans la paroisse, dont 274 sont habités. Sur ce nombre, 162 sont occupés par le propriétaire, 15 sont des logements sociaux et 97 sont loués à titre privé. La grande majorité des ménages (226) disposent du chauffage central et d’un seul bain ou douche et de toilettes. 6 logements sont vacants et 4 sont des résidences secondaires ou des logements de vacances.
Parmi les 586 résidents âgés de 16 à 74 ans, 353 ont un emploi, 10 sont au chômage et 205 sont inactifs. Sur les 353 employés, 208 sont des hommes et 145 des femmes. Les hommes travaillent en moyenne 43,68 heures par semaine et les femmes 29,38 h. 31% des 16 à 74 ans ont une qualification de 3e année ou plus. Cependant, 43,5% n’ont pas de diplôme officiel ou un diplôme de grade 1 ou inférieur.

## Domaines historiques

### Avon Tyrrell

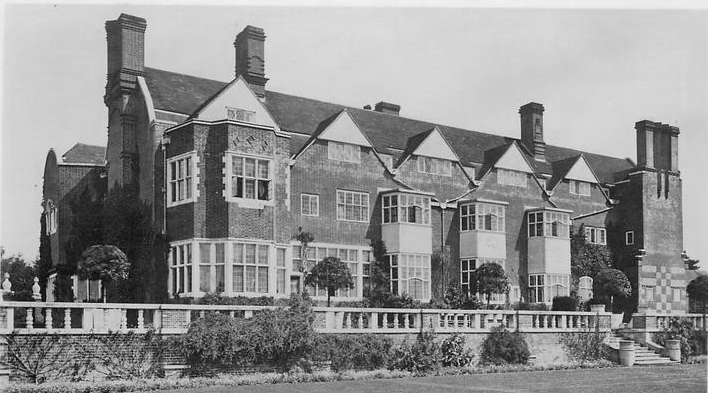
Avon Tyrrell House, construit en 1891.

Avon Tyrrell est un manoir historique situé dans la paroisse de Sopley.
Immédiatement après la conquête normande de 1066, la famille Tyrell détenait le manoir d'Avon, dans la New Forest, une forêt de chasse royale. Alors qu'il chassait dans la New Forest en 1100, le roi William II (1087-1100) fut tué accidentellement par une flèche tirée par Walter II Tyrrell qui a fui, craignant d'être accusé de meurtre et de régicide. Il traversa la rivière Avon dans un gué toujours existant.
Parmi les membres de cette famille :
- Sir John Tyrrell (c.1382–1437) de Heron dans la paroisse d'East Horndon, Essex, Chevalier du Comté pour l'Essex, président de la Chambre des communes et trésorier de la maison royale.

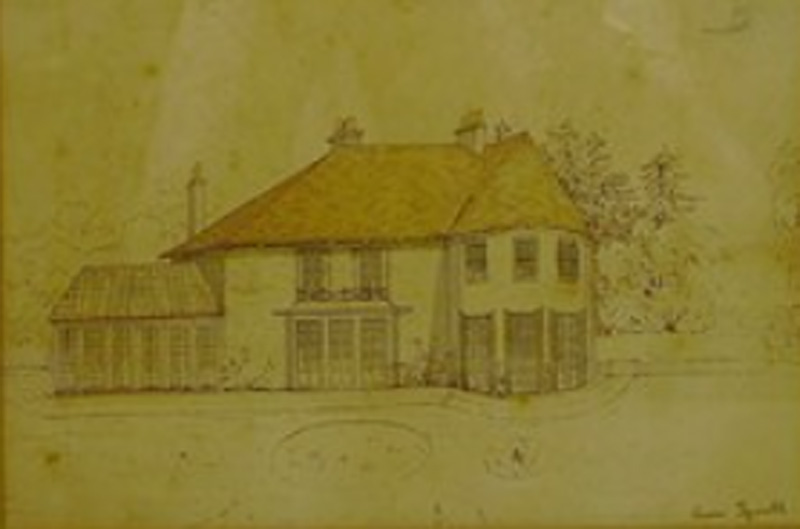
L’ancien manoir "Avon Tyrrell" appartenant à la famille Fane, qui est maintenant le Tyrrells Ford Country Inn and Hotel. Dessiné par le lieutenant colonel Henry Hamlyn-Fane en 1850.

En 1602, son descendant John Tyrrell vendit le manoir d'Avon Tyrrell à Bennett Wynchecombe et à Giles Tooker, qui le vendirent à leur tour à Sir John Webb, 1er baronnet (d.1680) d'Odstock, Wiltshire (créé baronet en 1644), fils de Sir John Webb, chevalier d'Odstock et de Great Canford, Dorset, par sa deuxième épouse, Catharine Tresham, fille de Sir Thomas Tresham, de Rushton, Northamptonshire. Son descendant Sir John Webb, 5e Baronet (d.1797) le vendit à Edward Buckley Batson, banquier, et Stanlake Batson.
Sa sœur Anne Batson, épouse de  Henry Fane (1739-1802), député de  Fulbeck Hall, Lincolnshire, deuxième fils de Thomas Fane, 8ème comte de Westmorland (1701-1771), fut l'héritière de Stanlake.
Avon Tyrrell a été hérité par son second fils, le révérend Edward Fane, et transmis à son fils aîné, le lieutenant colonel Henry Hamlyn-Fane (1817-1868), dont le monument mural se trouve dans l'église de Clovelly. Il a épousé Susan Hester Hamlyn-Williams, l'héritière de Clovelly à Devon, et qui a adopté le nom de famille supplémentaire "Hamlyn".
En 1850, le lieutenant-colonel Henry Hamlyn-Fane a dessiné une photo du manoir d'Avon Tyrrell qui est maintenant le Tyrrells Ford Country Inn et hôtel à Avon. Le nom "Avon Tyrrell" peut être vu dans le coin inférieur droit de l'image.
En 1912, Avon Tyrrell fut la propriété de l'une de ses filles, Eveline Harriet Hamlyn-Fane et fut transmise à Constance Hamlyn-Fane, épouse de Manners (1852-1927). La sœur sans enfants de Lady Manner, Christine Hamlyn, avait hérité de Clovelly et avait l'intention de le léguer à sa nièce Mary Mahine Manners, décédée à l'âge de 17 ans. Elle la laissa donc à Betty Constance Manners, 3ème fille du Premier ministre Herbert Henry Asquith, 1er comte d'Oxford et Asquith (1852-1928).
Le 3ème baron Manners remporte le Grand national de 1882 en tant que propriétaire, entraîneur et cavalier de son cheval Seaman, pour lequel il empoche une grosse somme grâce à un pari. En 1891, il utilise le produit pour reconstruire Avon Tyrrell House. conception de l'architecte W. R. Lethaby. C'est un bâtiment classé de catégorie I, considéré comme l'un des archétypes des Bâtiments des Arts & Métiers.
Son fils aîné Francis Manners, 4ème Baron Manners (1897-1972) a hérité d'Avon Tyrrell. Le manoir a été réquisitionné par le gouvernement au cours de la Seconde Guerre mondiale et la famille a décidé de ne pas y retourner après la guerre (en 1968, la résidence du 4e baron était à proximité de Tyrrell's Ford, à Christchurch, alors dans le Hampshire).
En 1949, il fut donné par le 4e Baron à une association caritative, l'Association nationale des clubs de filles et de clubs mixtes.
En 2014, il est toujours utilisé comme siège de UK Youth, une organisation caritative et un centre d'activités nationaux travaillant dans le domaine de la jeunesse.